# Leptochiton sykesi
Leptochiton sykesi är en blötdjursart som först beskrevs av Sowerby III 1903.  Leptochiton sykesi ingår i släktet Leptochiton och familjen Leptochitonidae. Inga underarter finns listade i Catalogue of Life.